# Дигач
Дигач (Cinclocerthia) — рід горобцеподібних птахів родини пересмішникових (Mimidae).

## Види
Рід Cinclocerthia включає два або чотири види, залежно від класифікації:
- Дигач бурий (Cinclocerthia gutturalis)
  - підвид Cinclocerthia gutturalis macrorhyncha іноді виділяють в окремий вид Cinclocerthia macrorhyncha
- Дигач рудий (Cinclocerthia ruficauda)
  - підвид Cinclocerthia (ruficauda) tremula іноді виділяють в окремий вид Cinclocerthia tremula

## Поширення
Усі види роду мешкають на Малих Антильських островах: острови Саба, Сент-Кіттс, Невіс, Монтсеррат, Гваделупа, Домініка, Сент-Вінсент і Сінт-Естатіус.